# 山寺宏一
山寺宏一（日语：／ Yamadera Kōichi，1961年6月17日—）是日本男性聲優、演員、藝人。宮城縣出身。血型A型。東北學院大學经济學部商學科畢業。愛稱。

## 生平
- 前妻是聲優金井美香，兩人在結婚12年後，於2006年春天共同協議離婚。2012年6月17日與聲優田中理惠結婚，於2018年7月離婚。
- 聲域變化廣，從青年到老年、醜角亦或帥氣、搞笑乃至殘酷，皆能隨角色的特點作出變化。
- 山寺最出名的是为威爾·史密斯（山寺与史密斯有數面之緣）、金·凱瑞、艾迪·墨菲、周星馳、羅賓·威廉斯、布萊德·彼特、尚-克勞德·范·達美、查理·辛、克里斯·塔克、迈克尔·J·福克斯、米高·基頓、威爾·法洛在他们各自电影的日文版中配音。

## 演出作品
※粗體字表示飾演的是主要角色。

### 電視動畫
- 迪士尼動畫 （唐老鴨日語配音）

1986年
- 鬼太郎（記者）

1987年
- 城市獵人（阿部、殺し屋、スカンク、深町警部）
- 假面忍者 赤影（カラクリ富蔵、上州屋、闇天竺、忍者）

1988年
- 魔神英雄传 （渡部古拉马、ビビデ・セーキマ・ツー、ウマシカ、ニオー・オトート）
- 城市獵人2（銀狐、警官A、手下A、ラバート、白猿、政、モサダ、三澤、アキラ、風間、マスター、シュミット）
- 超音戰士（達斯特‧吉德、Thunder ）
- 麵包超人（名犬起司、河馬夫、釜飯丼、河馬夫的父親、柚子公主的爺爺（第2代）、白鼻的細菌人、赤金超人、薩摩揚丼（第2代）、皮卡利爺爺（第3代）其他）

1989年
- 魔动王 (シャマン)
- 亂馬1/2 （響良牙、咒泉鄉導遊）
- 彼得潘的冒險 （伽哥、娜娜）
- 天空戰記 （龍王龍馬）
- 機動警察（ハイカーC）

1990年
- 魔神英雄传2（渡部古拉马）
- 勇者凱撒（徳田オサム、トレーダー、旁白）
- 海底兩萬哩（エアトン）
- 功夫貓黨（カラ丸、バカ之進、フンコロガシ5号、トメキチ、サンタクロース）
- 小俏妞（蔵人、第一、サイクル・ジャクソン）

1991年
- 七龙珠Z（天津饭）第82话，第84话

1992年
- 元氣爆發（バナナーン）

1993年
- 熱血最強（監督）

1994年
- 勇者警察（ミルアミーゴ）

1995年
- 新世纪福音战士（加持良治）

1997年
- 神奇寶貝 （大蔥鴨）
- 學級王山崎（山寺）
- 城市獵人 再見我的甜心（プロフェッサー〈武藤武明〉）

1998年
- 星际牛仔 （史派克）
- 逗秀博士 （錦小路遙）
- 小豬萬萬歲（山寺宏一）

1999年
- 亞歷山大戰記（大流士三世）
- 蠟筆小新（老大）

2000年
- 向陽之樹 (手塚良庵)
- 週刊故事樂園（「三個願望」（諾洛））

2001年
- 週刊故事樂園（「美人琳浴」（橋本健太郎【夏綠蒂】））『男聲時』
- Da!Da!Da!（ユズヒコ）

2002年
- 攻殼機動隊 STAND ALONE COMPLEX （德古沙(トグサ)、笑面男【葵】（笑い男【アオイ】））

2003年
- 宇宙海贼夏罗古外传 (ハーロック)
- 人魚之森 （湧太）

2004年
- 怪俠索羅利 （索羅利）
- 攻殼機動隊 S.A.C 2nd GIG （德古沙(トグサ)）

2005年
- 名偵探柯南 （羽賀響輔）(第419-421話)
- 异度传说 (Gainan,  Albedo)

2006年
- 幸運女神 各自的羽翼（トルバドール）
- 蒼天之拳 （霞拳志郎）
- 名偵探柯南 （平正輝）

2007年
- 大江户火箭（银次郎）

2008年
- 小双侠（时间机器、雙俠機械人（全部）、旁白）(ヤッターワン, おだてブタ)
- 艾莉森与莉莉亚 (卡爾‧班奈迪(カー・ベネディクト))
- 星際寶貝神奇大冒險（史迪奇）

2009年
- 銀魂' （吉田松陽）
- 鋼之鍊金術師 FULLMETAL ALCHEMIST（艾薩克）
- 川之光 (爸爸)
- 星際寶貝 ～惡作劇異形的大冒險～（史迪奇）

2011年
- 魯邦三世（錢形幸一）
- 全职猎人Hunter × Hunter（席巴·揍敌客）

2012年
- 刀劍神域（茅場晶彥）

2013年
- 銀魂 （吉田松陽）
- 宇宙戰艦大和號2199（亚伯特·戴斯拉）※2012年起于电影院先行上映

2014年
- 魔法少女大戰（竹雀）
- 宇宙浪子（屈翰約伏塔）

2015年
- ONE PIECE（柯拉松（唐吉訶德·羅西南迪））
- Chaos Dragon 赤龍戰役（阿基特）
- 七龍珠超（比鲁斯）
- 魯邦三世 2015年系列（錢形警部）

2016年
- 銀魂°（吉田松陽／虛）
- 昭和元祿落語心中（助六／初太郎）
- 貓貓日本史（旁白）
- Concrete Revolutio～超人幻想～ THE LAST SONG（鷲巢雄星）
- 齊木楠雄的災難（齊木熊五郎）
- 終末的伊澤塔（奧圖）
- 神奇寶貝XY（路易）

2017年
- 銀魂.（吉田松陽／虛）
- 龍的牙醫（悟堂與世夫）
- 鬼平（又太郎）

2018年
- 魯邦三世 PART5（錢形警部）
- 齊木楠雄的災難 第2期（齊木熊五郎）
- 蒼天之拳 REGENESIS（霞拳志郎）
- 魔法少女 我（改造人間二剛／藤本二剛）
- 雷顿神秘侦探社 ～卡特莉的解谜事件簿～（赫歇尔·雷顿）
- 刀劍神域 Alicization（茅場晶彥）
- 寶可夢 太陽&月亮（迪亞）
- 不受歡迎之家（紐手伊吹／起居室鎧甲）

2019年
- 麵包超人（果醬爺爺〈第2代〉）
- 新幹線變形機器人（東昴）
- 魯邦三世 再見搭檔（錢形警部）
- 星光王子 KING OF PRISM -Shiny Seven Stars（太刀花菊右衛門〈菊也〉）
- 卡罗尔与星期二（戴斯蒙德）
- 櫻桃小丸子（露天市場的大叔）
- 寶可夢 旅途（夢幻）
- 魯邦三世 過去的監獄（錢形警部）

2020年
- B Rappers Street
- 我的英雄學院 第4期（犯罪紳士）
- LISTENERS 聆聽者（凱文·瓦倫丁[1]）
- 更多！怪俠佐羅利（佐羅利[2]）
- 噴嚏大魔王2020（噴嚏大魔王[3]）
- LISTENERS 聆聽者（凱文·瓦倫丁）
- 刀劍神域 Alicization War of Underworld -THE LAST SEASON-（茅場晶彥）

2021年
- 更多！怪俠佐羅利 第2系列（佐羅利）
- 暴力熊（暴力熊、寶貝暴力熊）
- MARS RED 零機關（山上德一）
- 魯邦三世 PART6（錢形警部、波越警部）

2022年
- 更多！怪俠佐羅利 第3系列（佐羅利）
- 名侦探柯南（赤井务武[[[Wikipedia:格式手册/链接#章節|錨點失效]]]）
- BLEACH 千年血戰篇（基爾傑·歐霹）
- POP TEAM EPIC 第2期（POP子、PIPI美、Hellshake矢野 等〈第7話 B PART〉）
- 明日方舟 黎明前奏（魏彥吾[4]）

2023年
- Go! Go! Vehicle Zoo（嘎嗚哥哥[5]）
- 鬼滅之刃 刀匠村篇（憎珀天[6]）
- 我家的英雄（志野[7]）
- 明日方舟 冬隱歸路（魏彥吾[8]）

2024年
- 異修羅（斬音夏魯庫[9]）
- 夜櫻家大作戰（謎之男／夜櫻百[10]）
- 我的英雄學院 第7期（犯罪紳士）
- 亂馬1/2（第2作）（響良牙[11]、咒泉鄉導遊[12]）

2025年
- MIRU 我的未來（吉村[13]）
- LAZARUS 拉撒路（史金納[14]）
- 記憶縫線YOUR FORMA（拿波羅夫[15]）
- LUPIN THE IIIRD 錢形與兩個魯邦（錢形警部[16]）
- 明日方舟 焰燼曙明（魏彥吾[17]）

### 網路動畫
2020年
- 超级七龙珠群雄（比魯斯）

2021年
- 伊甸（ZERO）

2023年
- 名偵探皮卡丘～華麗的早晨儀式～（皮卡丘[18]）
- PLUTO ～冥王～（諾斯2號[19]）

2025年
- 忍者蝙蝠俠VS極道聯盟（蝙蝠俠／布魯斯·韋恩[20]）

### OVA
- SD戰國傳 武者七人眾篇（武者仁宇頑馱無、武者齋胡頑馱無、新殺驅）
- 茄子 带着旅行箱的侯鸟 (ジャン·ルイージ·チョッチ)
- 攻壳机动队 SSS (トグサ)
- 妙笔小呆 (パパチャアリーノ·ナナダン)
- 秘境探险 (ミゲル)
- 魔靈公主 (華月)

1991年
- 天空戰記（龍王龍馬）
- 風暴戰士ORGUN（真道恆、奧鋼）

1993年
- 八犬传 (犬山道节)
- 人鱼之伤 (涌太)

1999年
- 最游记 （沙悟净）

2025年
- 黃金神威（坂本慶一郎[21]）※外傳小說Blu-ray同捆版收錄

### 動畫電影
- 吸血鬼獵人D （麥耶爾‧林克(マイエル＝リンク)）
- 盜夢偵探 （小山内守雄）
- 機動戰士鋼彈 逆襲的夏亞 （裘尼‧卡斯）
- 星際牛仔：天國之門 （史派克）
- 神奇寶貝動畫電影版全系列： 
  - 超夢的逆襲 （夢幻）
  - 夢幻之神奇寶貝 洛奇亞爆誕 （洛奇亞）
  - 夢幻與波導的勇者 路卡利歐 （亞朗）
  - 蒼海的王子 瑪納霏 （傑克・渥卡）
- 苹果核战记剧场版第2弹 (ブリアレオス)
- 异邦人无皇刃谭 (罗狼)
- 福音战士新剧场版：破 （加持良治）
- 銀魂劇場版 新譯紅櫻篇 （吉田松陽）
- 高地人复仇之旅 (马库斯)
- 翡翠森林-狼与羊 (バリー)
- 攻壳机动队2剧场版：无罪 (德古斯)
- X (有株川空汰)
- 兽兵卫忍风帖 (牙神兽兵卫)
- 千年女优(畫家)
- 魔女宅急便（阿園姊的老公、警官、播報員）
- 银河铁道999 (ハーロック)
- 不可思议猫森林 (ナゾノ・ヒデヨシ)
- friends 鬼島的紅鬼 (藍鬼・群青)
- ルパン三世 血の刻印 〜永遠のMermaid〜（錢形幸一）
- 名偵探柯南 水平線上的陰謀（日下廣成）
- 給小桃的信（皮皮）
- 大雄與奇蹟之島~動物歷險記~（沙曼）
- 銀魂完結篇 永遠的萬事屋（電影小偷/時光機器）
- 七龍珠Z 神與神  -（比鲁斯）
- 龙珠Z 复活的F  -（比鲁斯）
- 刀劍神域劇場版 序列爭戰  -（茅場晶彥）

2013年
- 魯邦三世VS名偵探柯南 THE MOVIE（錢形警部）

2014年
- 魯邦三世 次元大介的墓碑（錢形警部）

2017年
- 魯邦三世 血煙的石川五右衛門（錢形警部）

2018年
- 忍者蝙蝠俠（蝙蝠俠／布魯斯·韋恩）
- 魔法少女奈叶Detonation（菲尔·麦克斯韦尔/所长）
- 七龍珠超 布羅利（比鲁斯）

2019年
- 城市獵人劇場版 新宿 PRIVATE EYES（御國真司）
- 劇場版新幹線戰士：來自未來的神速ALFA-X（東昴）
- 魯邦三世 THE FIRST（錢形警部）

2021年
- 銀魂 THE FINAL（吉田松陽／虛）
- 新·福音戰士劇場版𝄇（加持良治）
- 機動戰士鋼彈 閃光的哈薩威（哈恩德利·約克撒恩）[22]
- 言語如汽水般湧現（藤山）
- EUREKA/Eureka Seven Hi-Evolution（杜伊·諾瓦克）
- 刀劍神域 Progressive 無星夜的詠嘆調（茅場晶彥）
- 劇場版 咒術迴戰 0（米格爾[23]）

2022年
- 劇場版 DEEMO（Valensky）
- 七龍珠超 超级英雄（比鲁斯）

2024年
- BLOODY ESCAPE -地獄的逃走劇-（轉法輪[24]）

2025年
- 電影 可愛巧虎島 巧虎與勇氣之歌[25]
- 大耳鼠芝比 愛莉殿下的好運（汪達[26]）
- LUPIN THE IIIRD THE MOVIE 不死身的血族（錢形警部[27]）
- 蠟筆小新：超華麗！灼熱的春日部舞者（カビール[28]）
- 永遠的大和號 REBEL3199 第四章 水色的少女（戴斯拉[29]）

### 遊戲
- 天外魔境第四默世錄（火門）
- 人中之龍4 傳說的繼承者（秋山駿）
  - 人中之龍 OF THE END（秋山駿）
  - 人中之龍5 夢想的實現者（秋山駿）
  - 人中之龍6 生命詩篇。（秋山駿）
  - 人中之龍8（秋山駿）
- 戰場女武神3（達篙）
- 二元領域（丹）
- 最後生還者（喬爾）
  - 最後生還者 第II章（喬爾）
- 王国之心系列（唐老鸭）
- 七龙珠系列（比鲁斯）
- 梦王国与沉睡中的100位王子殿下（彼奇王子&呱洛塔）
- 新槍彈辯駁V3 大家的自相殘殺新學期（黑白熊家族）
- Dragalia Lost ～失落的龍絆～（耶夢加得）
- 人中之龍 維新！（桂小五郎）
- 人中北斗（旁白）
- 人中之龍 Online（秋山駿）
- 最終幻想 紛爭012（凯因·海温德）
- 最終幻想 紛爭 街机版/NT版（凯因·海温德）
- Fate/Grand Order（項羽）
- 白貓 Project（建世·萊光）
- 幻塔（福蘭茲）
- BLEACH: Brave Souls（基爾傑·歐霹）

### 電視劇
- 不平凡的勇氣（毛野智光）
- 奇天烈大百科（奇天烈的父親）
- 美食偵探王
- 小狗華爾滋（今井勝之）
- 心理醫生恭介（サイコドクター）（力石）
- 鹿男（鹿・配音）
- 上海タイフーン
- 女子アナ一直線!
- ブルーもしくはブルー 〜もう一人の私〜（綠川和夫）
- ミニモニ。でブレーメンの音楽隊（ドラマ愛の詩）（栗村有人）
- 馬屁精之男（日语：ヨイショの男）（松永信也・敘述）
- 天使心 飾演 聖

### 特攝
- 假面騎士ZERO-ONE（旁白）

### 吹替
電視/電影
| 年份 | 作品名稱       | 配演角色                | 演員        | 媒介                    |
| ---- | -------------- | ----------------------- | ----------- | ----------------------- |
| 1994 | 這個殺手不太冷 | 諾曼·史丹菲爾           | 蓋瑞·歐德曼 | 朝日電視台頻道          |
| 2001 | 少林足球       | 五師兄                  | 周星馳      | 公映/DVD版本 國際影像版 |
| 2004 | 功夫           | 星                      | 周星馳      | 公映/影碟版本           |
| 2008 | 長江7號        | 周鐵                    | 周星馳      | 公映/DVD版本            |
| 2013 | 西遊·降魔篇    | 孫悟空                  | 黃渤        | 公映/影碟版本           |
| 2000 | 雷霆傘兵       | Lewis Nixon             | 榮·利文斯通 | WOWOW頻道/BD版本        |
| 2002 | 和你在一起     | 程前                    | 鍾阿輝      | NHK頻道                 |
| 2007 | Mad Men(S1)    | Don Draper              | 尊·咸姆     | 富士電視台/DVD版本      |
| 2008 | Mad Men(S2)    | Don Draper              | 尊·咸姆     | 富士電視台/DVD版本      |
| 2009 | Mad Men(S3)    | Don Draper              | 尊·咸姆     | 富士電視台/DVD版本      |
| 2010 | Mad Men(S4)    | Don Draper              | 尊·咸姆     | 富士電視台/DVD版本      |
| 2012 | Mad Men(S5)    | Don Draper              | 尊·咸姆     | 富士電視台/DVD版本      |
| 2013 | 紙牌屋(S1)     | 加勒特·華克（美國總統） | 米高·吉爾   | Netflix頻道/影碟版本    |
| 2013 | Mad Men(S6)    | Don Draper              | 尊·咸姆     | 富士電視台/DVD版本      |
| 2014 | 銀河守護隊1    | 星爵/彼得·積遜·奎爾     | 基斯·柏特   | 公映/影碟版本           |
| 2014 | Mad Men(S7P1)  | Don Draper              | 尊·咸姆     | 富士電視台/DVD版本      |
| 2014 | 紙牌屋(S2)     | 加勒特·華克（美國總統） | 米高·吉爾   | Netflix頻道/影碟版本    |
| 2015 | Mad Men(S7P2)  | Don Draper              | 尊·咸姆     | 富士電視台/DVD版本      |
| 2017 | 攻殼機動隊     | 德古沙/户草             | 黃經漢      | 公映版本                |
| 2017 | 銀河守護隊2    | 星爵/彼得·積遜·奎爾     | 基斯·柏特   | 公映版本                |
| 2019 | 城市獵人       | 尼基·拉森／冴羽獠         | 菲力普·拉紹 | 公映版本                |

### 電台節目
- 山寺宏一的GAP STYLE
- 時空幻境 命運傳奇-強尼

### 广告
- POP TEAM EPIC × 忍者蝙蝠侠 （POP子〈蝙蝠侠〉）

## 外部連結
- （日語） Across Entertainment page （页面存档备份，存于）
- （日語） 山寺宏一的聲優道，2013年12月28日最後查閱。
- （繁體中文） 山寺宏一的聲優道，完整中文翻譯 （页面存档备份，存于），2008年9月22日最後查閱。